# Ферри, Чиро
Чиро Ферри (итал. Ciro Ferri; 1634 год, Рим — 1689 год, Рим) — итальянский живописец, гравёр, скульптор и архитектор периода римского барокко, ученик и последователь Пьетро да Кортоны.

## Биография
Художник родился в Риме и начинал работать под руководством Пьетро да Кортоны вместе с группой художников по украшению фресками Квиринальского дворца (1656—1659). Он и далее сотрудничал с Пьетро да Кортоной, завершив расписывание плафонов и других внутренних декораций Палаццо Питти, во Флоренции (1659—1665). Среди его самостоятельных работ выделяются большие фрески на библейские сюжеты в базилике Санта-Мария-Маджоре в Бергамо. Одним из наиболее известных произведений художника является изображение «Святого Амвросия, исцеляющего больного», служащее запрестольным образом в церкви Сант-Амброджо-делла-Массима в Риме.
В 1670 году Чиро Ферри начал роспись купола церкви Сант-Аньезе-ин-Агоне в центре Рима, в стиле схожем с росписью Джованни Ланфранко в куполе церкви Сант-Андреа-делла-Валле; но умер, прежде чем его ученик Себастьяно Корбеллини в 1693 году смог завершить начатое Ферри.
Чиро Ферри выполнял также большое количество других работ, таких как офорты, обложки и фронтисписы для книг; он также был архитектором. Ферри был назначен наставником флорентийских студентов в Риме, лучшим из них был Антон Доменико Габбиани.
Индивидуальный стиль Ферри основывался на стиле Пьетро да Кортоны: смелость композиции, стремление к оригинальности и виртуозности техники доходило у Ферри, как и у его учителя, до маньеристической изощрённости. Среди многих учеников и помощников Чиро Ферри были Амброджо Безоцци, Камилло Габриелли, Марциале Карпинони, Филиппо Мария Галетти, Бенедетто Лути, Джованни Баттиста Марми, Пьетро Монтанини, Джузеппе Назини, Джованни Одацци, Томмазо Реди и Урбано Романелли.
3 июня 1657 года Чиро Ферри стал членом Академии Святого Луки в Риме. Киворий, выполненный им для главного алтаря церкви Санта-Мария-ин-Валичелла представляет собой шедевр бронзовой декоративной скульптуры XVII века.
Он продолжал находиться под покровительством Медичи, когда вместе со скульптором Эрколе Ферратой возглавил, основанную в 1673 году великим герцогом Тосканы Козимо III Медичи Флорентийскую академию в Риме (l’Accademia Fiorentina nell’Urbe), расположенную в Палаццо Мадама. Среди учеников, отправленных туда из Флоренции, были Антон Доменико Габбиани, Джованни Баттиста Фоджини, Атанасио Бимбаччи, Карло Марчеллини и Массимилиано Сольдани Бенци.
Чиро Ферри включил пять иллюстраций в миссал папы Александра VII Киджи, который был опубликован в 1662 году. В него также вошли работы других художников из Рима, включая Пьетро да Кортона, Карло Чези, Гульельмо Кортезе, Карло Маратты, Яна Миля, Корнелиса Блумарта Второго и Пьеро Франческо Молы.

## Галерея

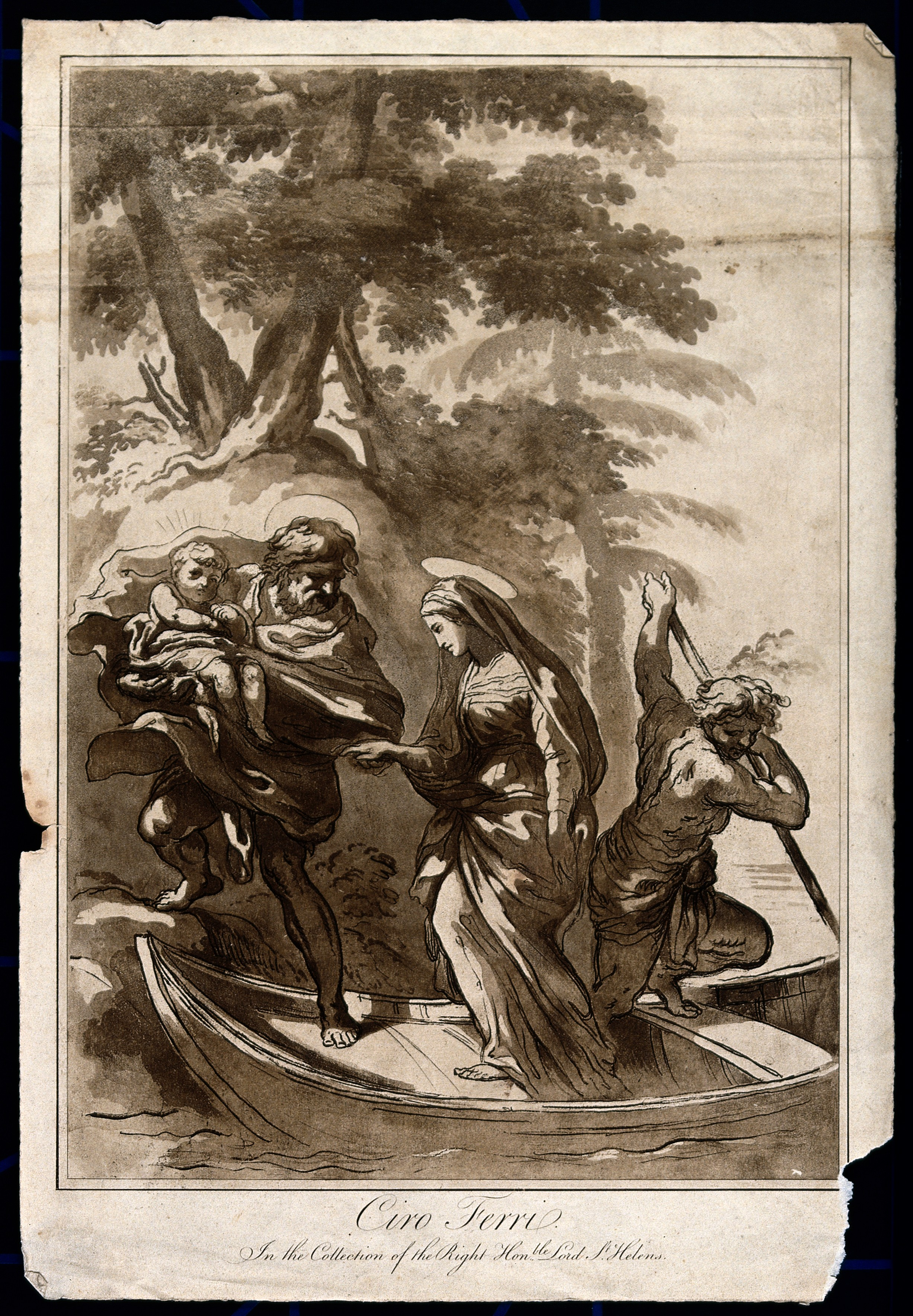
Убегающее святое семейство садится на баржу. Акватинта, офорт
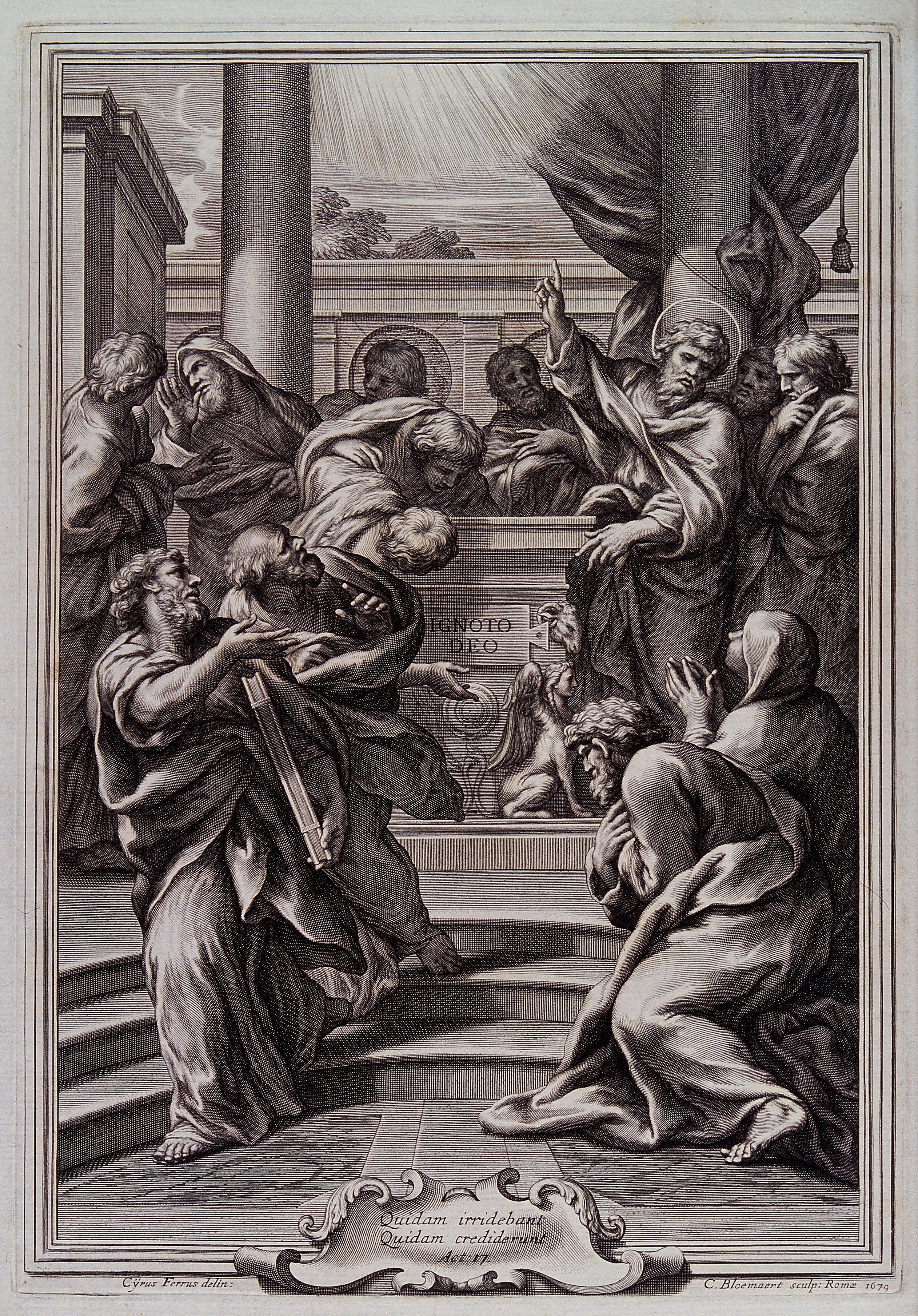
Павел рассказывает жителям Греции о Страшном суде. Офорт К. Блумарта по оригиналу Ч. Ферри. 1679
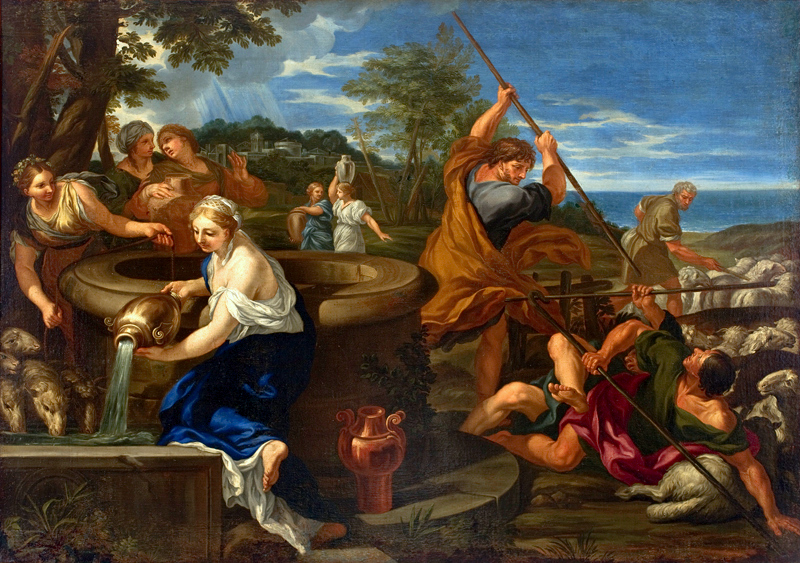
Моисей и дочери Иофора. Между 1660 и 1689. Холст, масло. Музей искусств Сан-Паулу, Сан-Паулу, Бразилия
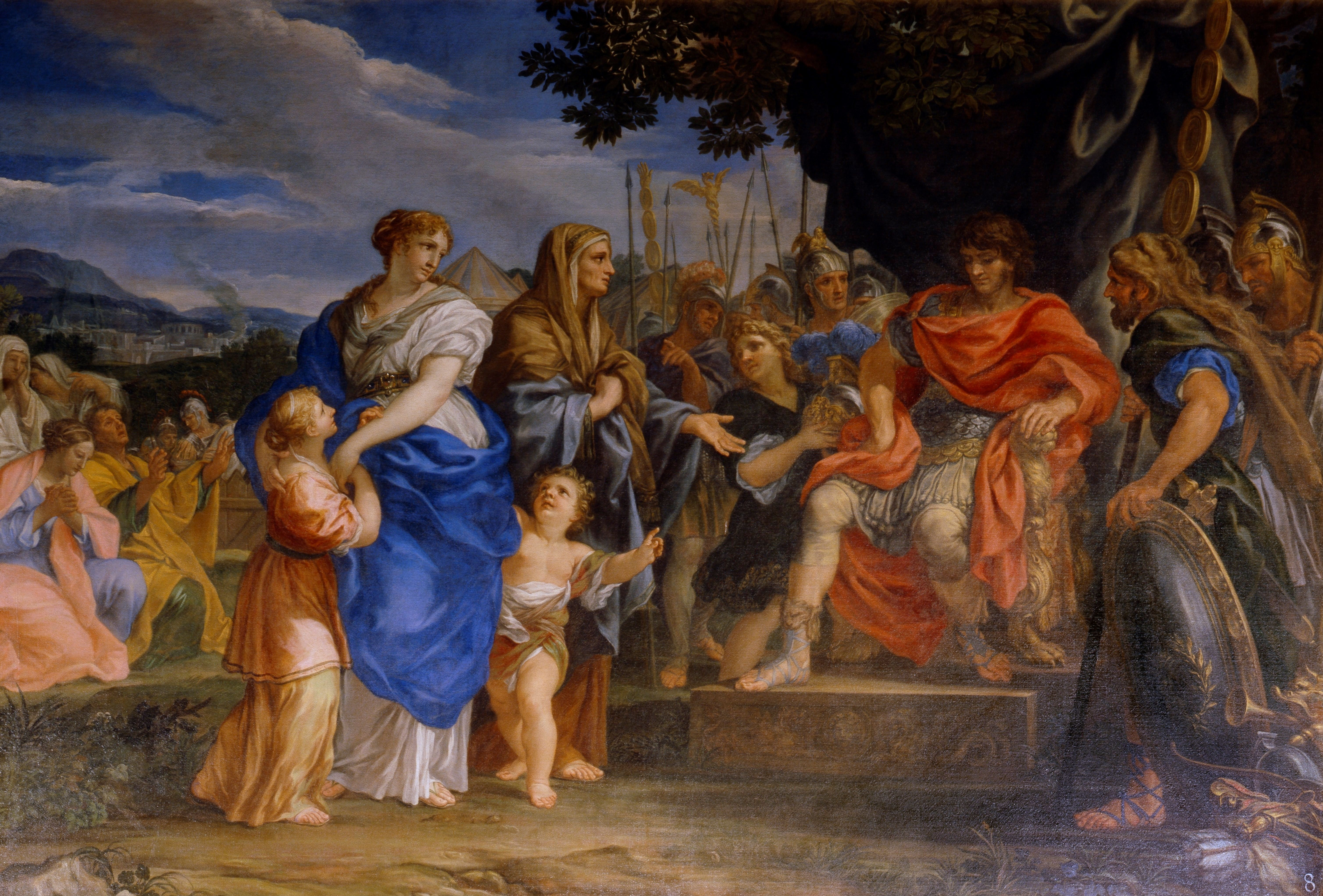
Кориолан у ворот Рима. Между 1680 и 1687. Холст, масло. Картинная галерея Сан-Суси, Потсдам
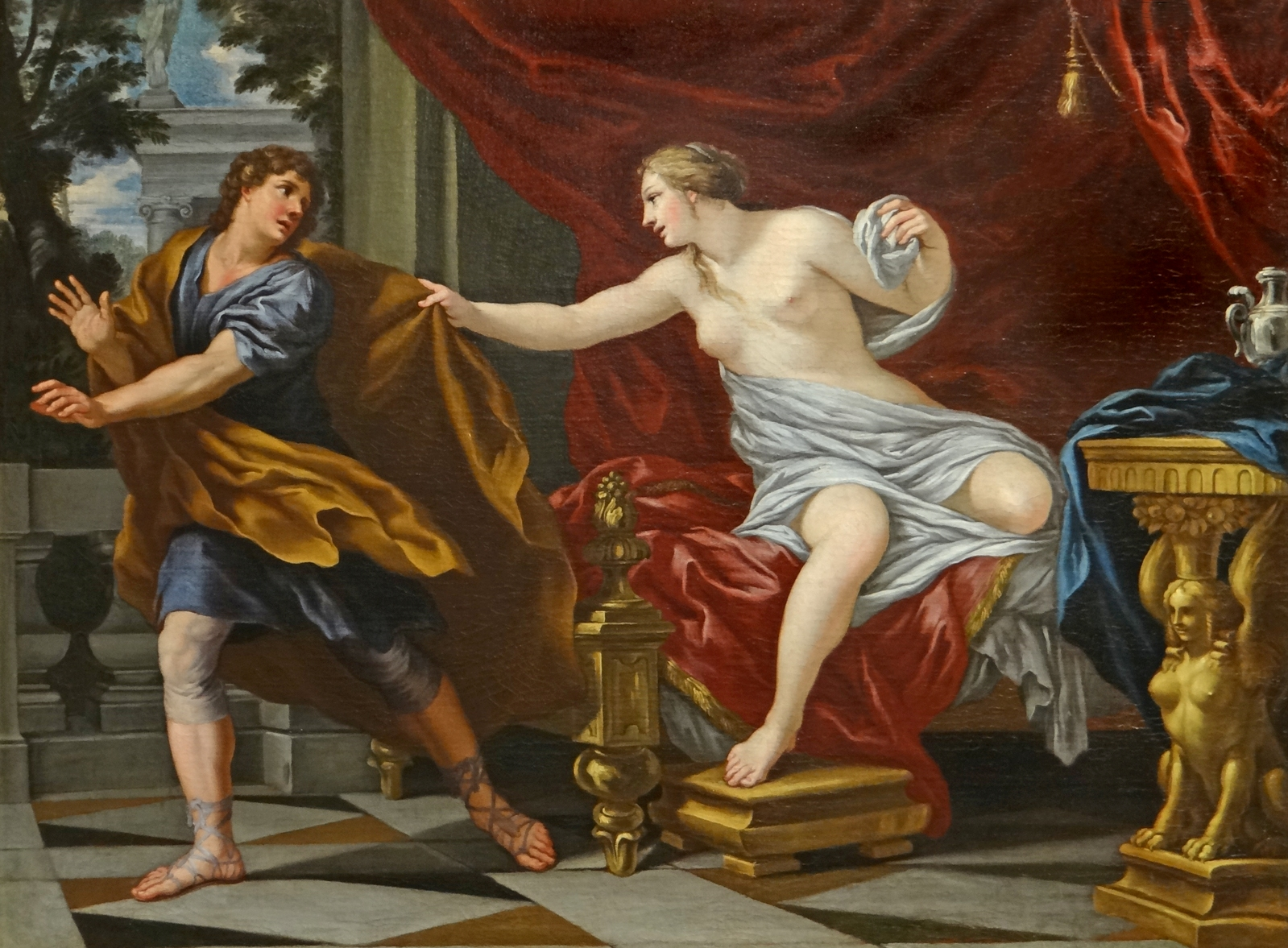
Иосиф и жена Потифара. Холст, масло. Музей изящных искусств, Анжер
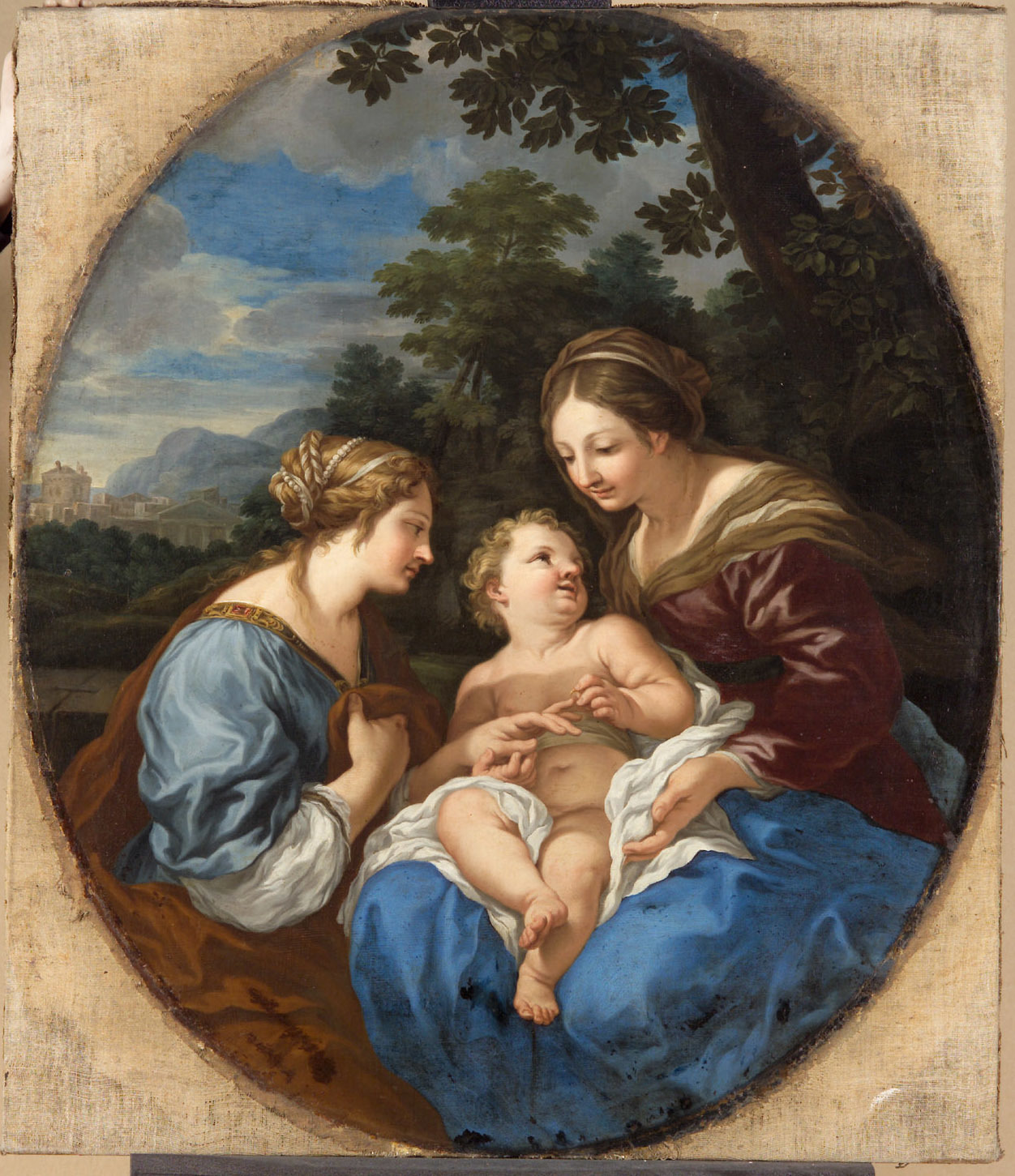
Мистическое обручение Святой Екатерины Александрийской. Ок. 1686. Холст, масло. Музей истории искусств, Вена
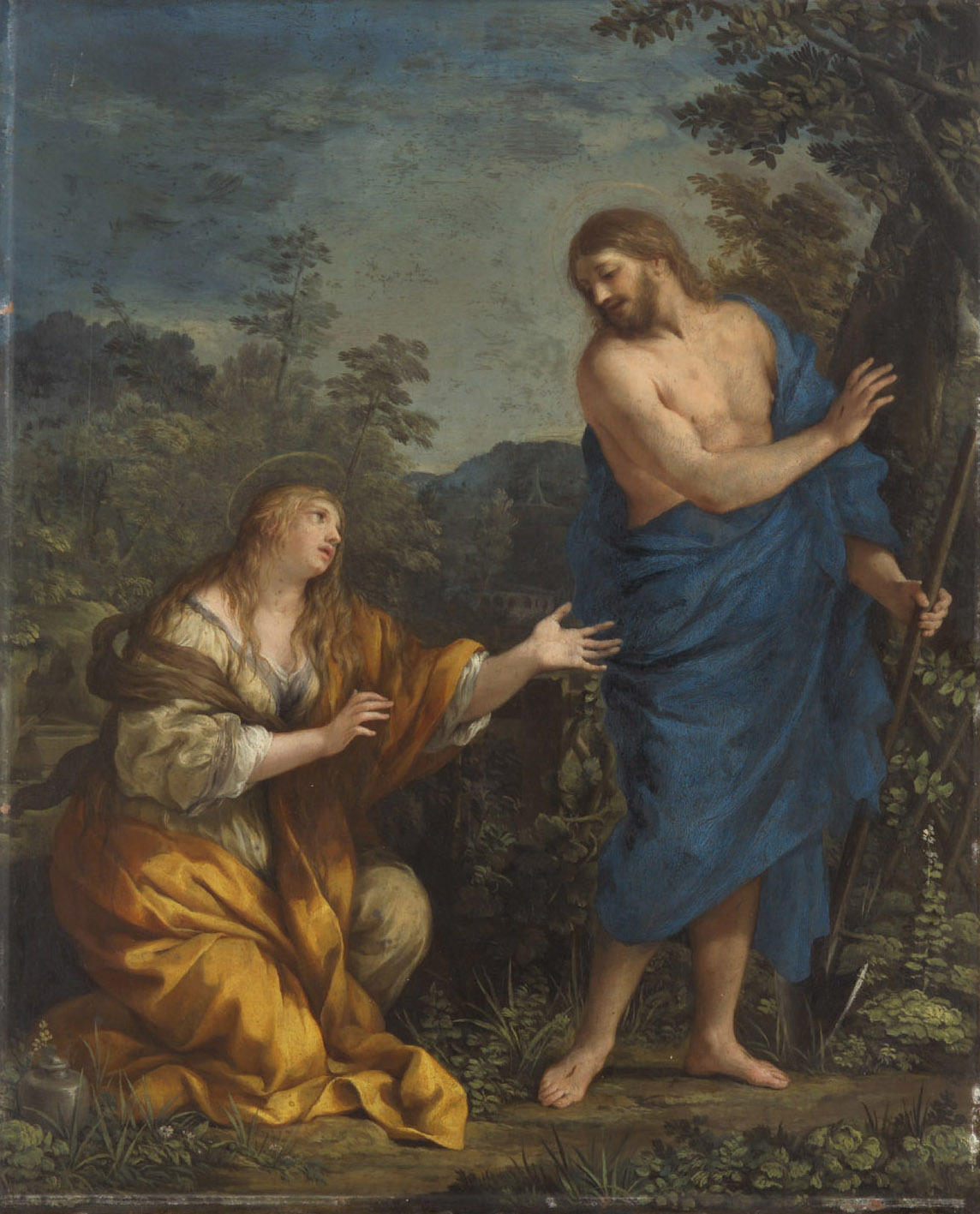
Noli me tangere. Не прикасайся ко Мне. Музей истории искусств, Вена